# Magnolia polyhypsophylla
Espèce
Statut de conservation UICN

 CR B1ab(iii,v); C2a(i,ii); D : 
En danger critique
Magnolia polyhypsophylla est une espèce de plantes à fleurs de la famille des Magnoliacées. C'est un arbre endémique de Colombie.

## Description
C'est un arbre.

## Répartition et habitat
Cette espèce est endémique de Colombie où elle n'a été observée que de dans le nord du département d'Antioquia. Elle pousse dans la forêt tropicale humide entre 1 800 et 2 600 m d'altitude.